# Nordiska museiförbundet
Nordiska museiförbundet (danska/norska: Nordisk Museumsforbund, finska: pohjoismainen museoliitto) är en förening som samlar museianställda från Sverige, Norge, Danmark, Finland med Åland, Island, Färöarna och  Grönland. Såväl personligt som institutionellt medlemskap finns. Varje lands medlemmar bildar en sektion, som leds av ett arbetsutskott.  
Förbundet grundades år 1915 med namnet Skandinaviska museiförbundet. Det var då en av de första organisationerna för nordiskt kultursamarbete. Vid jubileumskonferensen i Köpenhamn 100 år senare - dvs år 2015 - röstade medlemmarna för en namnändring till Nordiska museiförbundet. Det nya namnet speglar bättre den verksamhet förbundet idag bedriver.
Nordiska Museiförbundet fungerar som ett nätverk mellan de nordiska ländernas kultur-, konst- och naturhistoriska museer och anställda vid dessa museer. Förbundets övergripande mål är att lyfta det nordiska perspektivet i museivärlden och att skapa kontakter mellan museer och nätverk mellan fackfolk. Nyckelord är nordiskt samarbete, tvärfacklighet och nätverksbyggande. Just tvärfackligheten ger deltagarna ett stort utbyte av konferenserna och seminarierna, där gemensamma problem blir belysta från olika infallsvinklar och kontakter etableras mellan nordiska kollegor.
Förbundet arrangerar vartannat eller vart tredje år konferenser där ett tema behandlas i föreläsningar, seminarier och exkursioner. Värdskapet för konferenserna roterar. Mellan konferenserna ansvarar varje sektion för sin egen verksamhet, men också gemensamma aktiviteter förekommer, speciellt på digitala medier. Förutom att stimulera till deltagande i de nordiska konferenserna och dialogseminarierna, anordnar de olika ländernas sektioner medlemsmöten med museibesök, föredrag och diskussioner.  
Nordiska museiförbundet är generationsöverskridande, eftersom flera medlemmar utnyttjar möjligheten att vara aktiva i förbundet också efter pensioneringen.